# St. Jakobus der Ältere (Ersdorf)

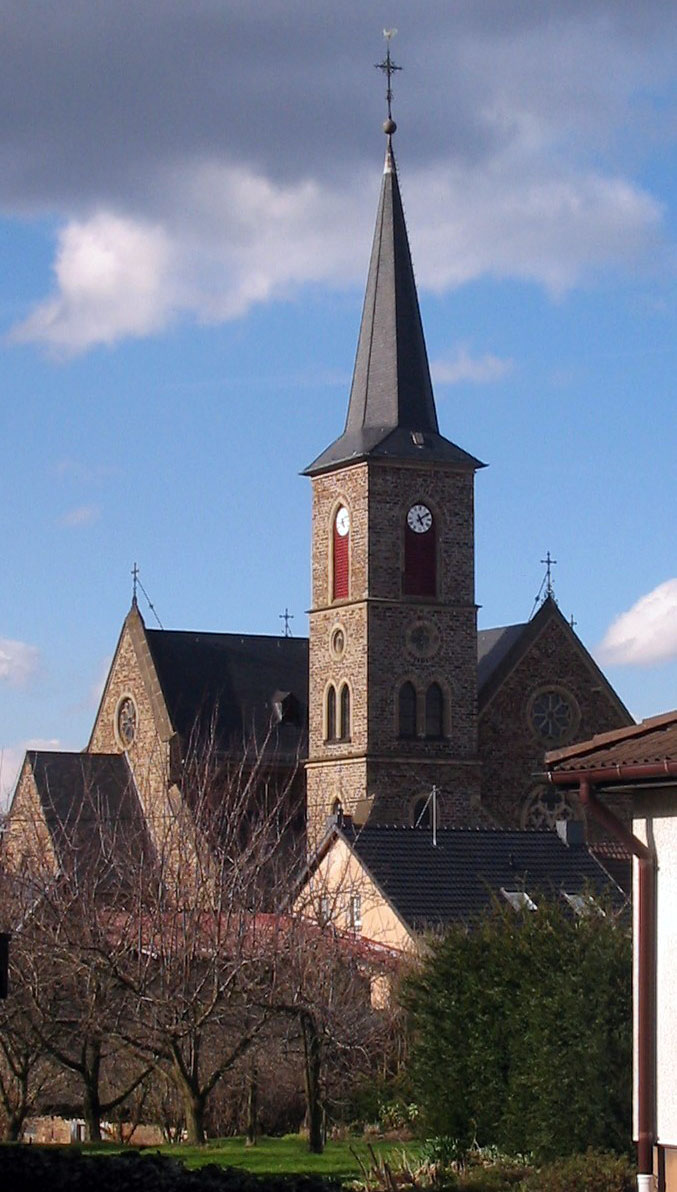
Blick vom Waldweg zur Kirche

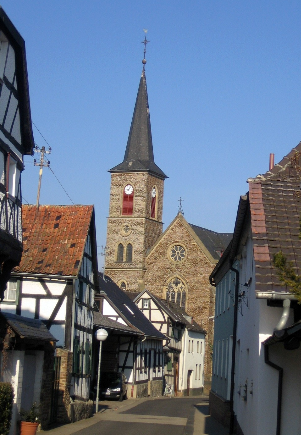
Blick durch die Schulstraße zur Pfarrkirche

St. Jakobus der Ältere ist die Pfarrkirche der römisch-katholischen Pfarrgemeinde St. Jakobus d. Ä. Ersdorf, zu der die Orte Altendorf und Ersdorf, Stadtteile der Stadt Meckenheim, gehören. Sie steht in Ersdorf, Rheinbacher Straße 24.

## Pfarrgemeinde St. Jakobus
Die Pfarrgemeinde St. Jakobus bildet mit St. Johannes Meckenheim, St. Petrus Lüftelberg, St. Michael Merl und St. Martin Wormersdorf die Pfarreiengemeinschaft Meckenheim im Kreisdekanat Rhein-Sieg-Kreis (Erzbistum Köln).
Die Zahl der Gemeindemitglieder betrug 1676 etwa 400 Kommunikanten (Pfarrangehörige ab etwa dem 10. Lebensjahr), 1732 lag sie bei 460 Kommunikanten. Für 1905 werden 893 Katholiken verzeichnet (= 98 %, neben 2 Protestanten und 14 Juden), 1977 sind es 1.073 Katholiken (= 95 %) und 58 Nichtkatholiken, 2005 1.351 Katholiken (= 64 %) und 768 Nichtkatholiken und 2008 1.288 Katholiken (= 60,4 %), 349 Evangelische und 496 andere oder Konfessionslose.
Die Pfarrgemeinde ist Trägerin der Katholischen Kindertagesstätte „St. Jakobus d. Ä.“ und des Friedhofs in Ersdorf/Altendorf.

## Geschichte der Kirche

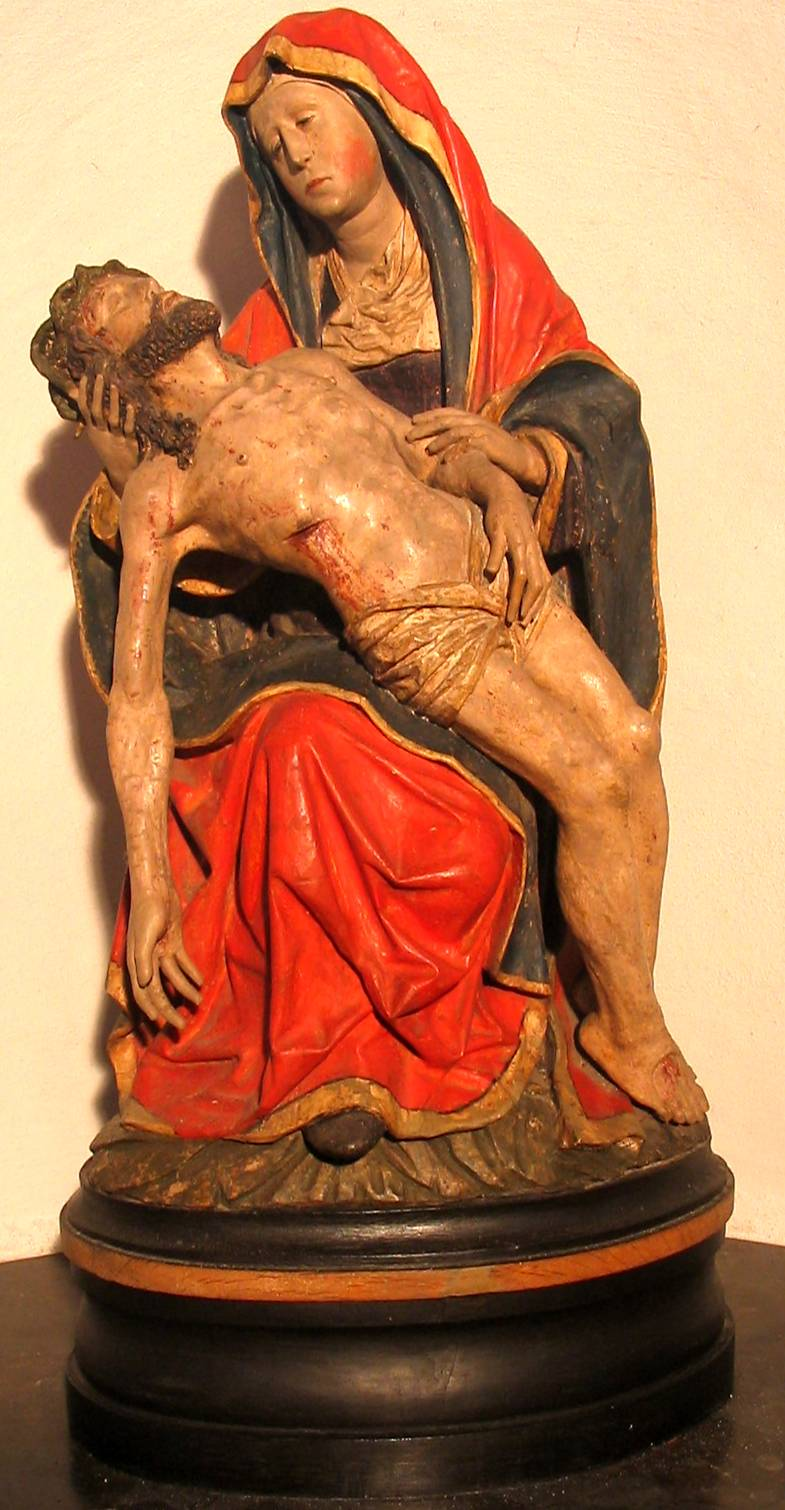
Die Ersdorfer Pietà von 1600

Der dreischiffige Vorgängerbau der heutigen Kirche stammte noch aus romanischer Zeit und ging mit Teilen vielleicht bis ins 11. Jahrhundert zurück. Er trug bereits das Patrozinium des heiligen Apostels Jakobus des Älteren und lag an der Stelle der heutigen Kirche, war aber kleiner und wahrscheinlich streng geostet. Fundamente haben sich beim Einbau der neuen Kirchenheizung 1968 gefunden. Gotische Anbauten oder Veränderungen sind bisher nicht nachgewiesen, lassen sich aber vermuten. Der alte Friedhof lag unmittelbar bei der Kirche auf dem heutigen Kirchplatz. Die Reihe der bekannten Pfarrer beginnt mit Johann von Attendorn, der für 1380 bezeugt ist, sie bleibt aber bis zum Ende des 18. Jahrhunderts lückenhaft.
In Altendorf bestand eine Kapelle auf dem Virneburger Hof, einem freiadeligen Gut, die aber schon 1582 verfallen war. Sie war der Ersdorfer Kirche inkorporiert.
Die Kirche brannte am 1. März 1869 nach einem Blitzschlag völlig aus. Zu den geretteten Gegenständen gehört das um etwa 1600 entstandene hölzerne Vesperbild (Pietà), das noch heute in der Kirche zu sehen ist. Die Scheune des Pfarrhauses wurde als Notkirche hergerichtet. Pfarrer Wilhelm Klein legte 1877 den Grundstein zur heutigen Kirche, für deren Finanzierung der Kirchenvorstand eine Hauskollekte beschlossen hatte. Über den Standort wurde lange heftig gestritten; aus Altendorfer Sicht wurde ein Standort zwischen den Dörfern am Friedhof favorisiert. Die Königliche Regierung in Köln beschied schließlich den Bau an alter Stelle in Ersdorf.
Nach Plänen des Bonner Architekten Friedrich Carl Schubert wurde 1877–1879 ein neugotischer Bau mit 400 Sitzplätzen in Form einer einschiffigen Kreuzkirche mit zwei kleinen Seitenschiffen errichtet. Abweichend vom Grundriss der alten Kirche zeigt der Chor nun nach NNO; der Turm wurde nicht an das westliche Ende des Langhauses gesetzt, sondern – ungewöhnlich – neben das südliche Seitenschiff. Die neugotische Innenausstattung wurde in den folgenden Jahren nach Plänen von Architekt Lange (Köln) kontinuierlich ergänzt. Die Kirche wurde ausgemalt und erhielt die vierfarbigen Fenster und eine Orgel. Nach zweijähriger Bauzeit konnte die Kirche seit 1879 für den Gottesdienst benutzt werden. Infolge des Kulturkampfes in Preußen konnte sie erst am 19. Juni 1890 durch Erzbischof Philipp Krementz feierlich geweiht werden.
Die Kirche wurde 1956/57 nach Westen erweitert und erhielt eine neue Orgelbühne. Die neugotische Inneneinrichtung und die Ausmalung wurden größtenteils entfernt. Die Fenster blieben jedoch erhalten, das Fenster im Erweiterungsanbau kam hinzu. Von 1968 bis 1971 erfolgte eine weitere gründliche Renovierung mit Einbau einer neuen Heizung. Der Chorraum wurde den liturgischen Erfordernissen des 2. Vatikanischen Konzils angepasst. Das Unterteil des neugotischen Hochaltars, 1878 von Bildhauer Jägers in Köln geschaffen, wurde als Hauptaltar in die Vierung gestellt. 1980/81 wurde an der Kirche eine Priestergrabstätte angelegt und eine Werktagskapelle hinter dem Hochchor angebaut. Bei allen Bauarbeiten waren Gemeindemitglieder in großem Umfang mit „Hand- und Spanndiensten“ beteiligt.
Am 9. Dezember 2024 wurde die Kirche wegen eines Schadens im Gewölbe am südlichen Querschiff für mindestens ein halbes Jahr gesperrt. Ein Stein war aus dem Gewölbemauerwerk abgestürzt und im Bereich der vorderen Bankreihen zu Boden gefallen. Weil die Kirche zu dem Zeitpunkt leer war, entstand nur leichter Sachschaden. Das Kirchengewölbe soll zügig, aber sorgfältig saniert werden.
| 1380–1388               | Johann von Attendorn                                                                       |
| 1415                    | Hermann Scholer                                                                            |
| 1439                    | Johann Molemer                                                                             |
| 1458–1487               | Paulus Koninck van Wyppelvoerde                                                            |
| 1519                    | Dietrich                                                                                   |
| 1530                    | Martinus Ahrdorf (auch Ardorf)                                                             |
| 1550                    | Thys Weßmann, Kanoniker in Bonn                                                            |
| ab 1552                 | Arnoldus Steinstraes, Pastor                                                               |
| 1566 (†)                | Joannes Krauß, Pastor                                                                      |
| 1566–1604 (†)           | Gerardus Vreden, Vizekurat                                                                 |
| ab 1604                 | Sebastian Cledunch                                                                         |
| 1615–1624               | Tilmannus Heyen (auch Heen, Hien)                                                          |
| 1627                    | Hubertus Kucheim (Kuick)                                                                   |
| bis 1649                | Everhardus Cremerius                                                                       |
| 1649–1656               | Servatius Wirtz                                                                            |
| 1656–1660               | Joannes Genen (auch Jenen)                                                                 |
| 1661–1701               | Gerardus Cremerius (auch Cremer)                                                           |
| 1701–1741               | Johan Andreas Sonntag (auch Sontag)                                                        |
| 1741–1776               | Mathias (auch Matthias) Best I                                                             |
| 1777                    | Heinrich Best (Pfarrverwalter)                                                             |
| 1777–1805               | Mathias Best II                                                                            |
| 1805–1839               | Wilhelm Heinrich Rheindorf                                                                 |
| 1839–1868               | Christian Stern                                                                            |
| 1868–1880               | Wilhelm Klein                                                                              |
| 1880–1885               | Wilhelm Stoll                                                                              |
| 1886                    | Borka (Pfarrverwalter)                                                                     |
| 1887–1903               | Carl Theodor Isenkrahe, Dechant                                                            |
| 1903–1914               | Werner Wäger                                                                               |
| 1914–1928               | Nikolaus Pütz, Definitor                                                                   |
| 1929–1956               | Leo Engels                                                                                 |
| 1956–1963               | Johannes Strombach                                                                         |
| 1963–1981               | Johannes Pier, Dechant, Kreisdechant, Msgr. († 19. November 1981)                          |
| 1981–1982               | Albrecht Tewes (Pfarrverweser) († 27. November 2022)                                       |
| 1982–1994               | Robert Kreuzberg, Studienrat, Kreisdechant, Msgr.                                          |
| 1994–1997               | Karl-Wencel Heix                                                                           |
| 1997–2004               | Jan Opiéla                                                                                 |
| 2004                    | Lambert Schäfer                                                                            |
| 2004–2005               | P. Antoni Trojak CSMA (Pfarrverweser) († 2019)                                             |
| 2005–2008               | Michael Jung, Definitor († 17. Dezember 2022)                                              |
| 2008–2010               | Bernhard Auel, Kreisdechant, Msgr. (Pfarrverweser)                                         |
| 2010 – 28. Februar 2022 | Dr. Reinhold Malcherek (Pfarrverweser, seit 1. November 2012 leitender Pfarrer), Definitor |
| 2022–2023               | Franz-Josef Steffl (Pfarrverweser)                                                         |
| seit September 2023     | Michael Maxeiner                                                                           |

## Orgel
Die erste Orgel erhielt die Kirche 1906. Die heutige zweimanualige Orgel wurde 1974/75 von den Orgelbau-Werkstätten Josef Weimbs in Hellenthal erbaut und am 23. Februar 1975 von Weihbischof Augustinus Frotz geweiht. Sie hat 20 Register mit 1400 Pfeifen auf Schleifladen mit mechanischer Spiel- und elektrischer Registertraktur. Die einzelnen Werke sind in geschlossenen massiven Eichengehäusen untergebracht. Einige Register stammen aus der alten Orgel. Die Disposition erarbeitete Professor Josef Zimmermann aus Köln.
| I Rückpositiv |       |
| Holzgedackt   | 8′    |
| Prästant      | 4′    |
| Spillpfeife   | 2′    |
| Quinte        | 1 ⁄3′ |
| Scharff III   | 1′    |
| Rankett       | 16′   |
| Tremulant     |       |

| II Hauptwerk |          |   |
| Prinzipal    | 8′       |   |
| Rohrflöte    | 8′       |   |
| Traversflöte | 4′       | X |
| Oktave       | 4′       |   |
| Gambetta     | 4′+2 ⁄3′ | X |
| Superoktave  | 2′       | X |
| Terz         | 1 3⁄5′   | X |
| Mixtur IV    | 1 ⁄3′    |   |
| Trompete     | 8′       |   |

| Pedalwerk     |       |   |
| Subbass       | 16′   | X |
| Prinzipalbass | 8′    | X |
| Gedacktbass   | 8′    | X |
| Choralbass    | 4′+2′ | X |
| Fagottbass    | 16'   |   |

- Koppeln: I/II, I/P, II/P.

Anmerkungen:
X = Register aus der alten Orgel
- Disposition: Prof. Josef Zimmermann, Köln
- Orgelbau: Werkstätten Josef Weimbs, Hellenthal
- Intonation: Orgelbaumeister Friedbert Weimbs
- Prospektentwurf und Gehäusebau: Fa. Josef Weimbs, Hellenthal
- Schleierbretter: Heribert Zimmermann, Köln

## Glocken
Das Geläut besteht aus vier Glocken im Kirchturm, gegossen 1877, 1920 und 1953. Eine weitere Glocke (gegossen 1903) hängt im Dachreiter auf der Werktagskapelle.
| Nr. | Name                     | Nominal (16tel) | Gewicht (kg) | Durchmesser (mm) | Gussjahr | Gießer                            |
| 1   | Jakobus                  | f1 +5           | 850          | 1.110            | 1877     | Christian Claren, Sieglar         |
| 2   | Maria                    | as1 +3          | 535          | 960              | 1953     | Glockengießerei Mabilon, Saarburg |
| 3   | Sebastianus und Hubertus | b1 +1           | 340          | 835              | 1920     | Glockengießerei Mabilon, Saarburg |
| 4   | Herz Jesu                | des2 +2         | 214          | 722              | 1953     | Glockengießerei Mabilon, Saarburg |

Jakobusglocke
Unter dem Ornamentfries: Reliefbild des Hl. Jakobus d. Ä., flankiert von 2 Engeln
Inschrift:
| SANCTE JACOBE, ECCLESIAE PATRONE, ORA PRO NOBIS | Heiliger Jakobus, Patron dieser Kirche, bitte für uns! |

Auf der gegenüberliegenden Flanke:
| SUB R(everendo) D(omino) PAROCHO C.W. KLEIN ET VICARIO W. STOLL ET ECCLESIAE CONSULARIIS JOH.JOS. SCHUMACHER, JOH. FREISCHEM, JAC. HERGARTEN, JAC. MERTENS, JOH. MERTENS, JOH. SCHMITZ EX SUMPTIBUS ECCLESIAE FUSA SUM A CHRISTIANO CLAREN IN SIEGLAR A.D. MDCCCLXXVII | Unter dem Hochwürdigen Herrn Pfarrer C. Wilhelm Klein und dem Vikar Wilhelm Stoll sowie den Kirchenräten Johann Joseph Schumacher, Johann Freischem, Jakob Hergarten, Jakob Mertens, Johann Mertens und Johann Schmitz bin ich aus Mitteln der Kirche gegossen worden von Christian Claren in Sieglar im Jahre des Herrn 1877. |

Marienglocke
Über der Inschrift: Medaillon mit der Muttergottes auf der Schlange stehend, flankiert von zwei Engelfiguren. Auf der anderen Seite: Kruzifix
Inschrift:
| ERSDORF-ALTENDORF SANCTA MARIA, SINE LABE ORIGINALI CONCEPTA, ORA PRO NOBIS! SUB R.D.L. ENGELS, PAROCHO, ET ECCLESIAE PAROCHIALIS CONSILIARIIS PETRO LIERS, JOSEFO THENEE, JOSEFO KOMP, HENRICO WIHSKIRCHEN, GODEFRIEDO KOLL, JOSEFO SCHMITZ POST BELLUM ATROCISSIMUM EX DONIS PAROCHIAE FUSA SUM A MABILON IN SAARBURG, DIOEZ. TREVERENSI A.D. 1953 | Ersdorf-Altendorf Heilige Maria, ohne Makel der Erbsünde empfangen, bitte für uns! Unter dem Hochwürdigen Herrn L(eo) Engels, Pfarrer, sowie den Pfarr-Kirchenräten Peter Liers, Josef Thenée, Josef Komp, Heinrich Wisskirchen, Gottfried Koll und Josef Schmitz bin ich nach dem verheerenden Krieg aus Spenden der Pfarrei gegossen worden von Mabilon in Saarburg, Diözese Trier,im Jahre des Herrn 1953. |

Sebastianus- und Hubertusglocke
Auf der Flanke: Relief des hl. Sebastian, gegenüber Relief des hl. Hubertus mit Pferd und Hirsch
Inschrift:
| SANCTE SEBASTIANE, SANCTE HUBERTE, INTERCEDITE PRO NOBIS! | Heiliger Sebastian, heiliger Hubert, tretet für uns ein! |
| GEGOSSEN 1877 AUS DEM METALL DER 1869 BEIM KIRCHENBRANDE GESCHMOLZENEN GLOCKEN / FUER DIE PFARRKIRCHE ERSDORF / NACH DEM WELTKRIEG I(M) JAHRE 1920 VON MABILON & CO. SARBURG NEU GEGOSSEN FUER DIE PFARRKIRCHE ERSDORF. |                                                          |

Herz-Jesu-Glocke
Herz-Jesu-Darstellung, begleitet von 2 Engeln, Relief eines Kreuzes und das Emblem der Glockengießerei Mabilon
Umschrift:
| ERSDORF-ALTENDORF COR JESU SACRATISSIMUM, DONA NOBIS PACEM. FUSA SUM EX DONIS PAROCHIAE POST BELLUM MAGNUM A MABILON IN SAARBURG, DIÖZ. TREVERENSI A.D. 1953 | Ersdorf-Altendorf Allerheiligstes Herz Jesu, gib uns den Frieden. Ich bin gegossen aus Spenden der Pfarrei nach dem großen Krieg von Mabilon in Saarburg, Diözese Trier, im Jahr des Herrn 1953. |

- Glocken I-IV Glockenmotiv: f-as-b-as-b-b-des-b-as-b-as  Cibavit eos (ex adipe frumenti) „Er nährte sie (mit bestem Weizen)“, Introitus an Fronleichnam

## Historische Bildstöcke

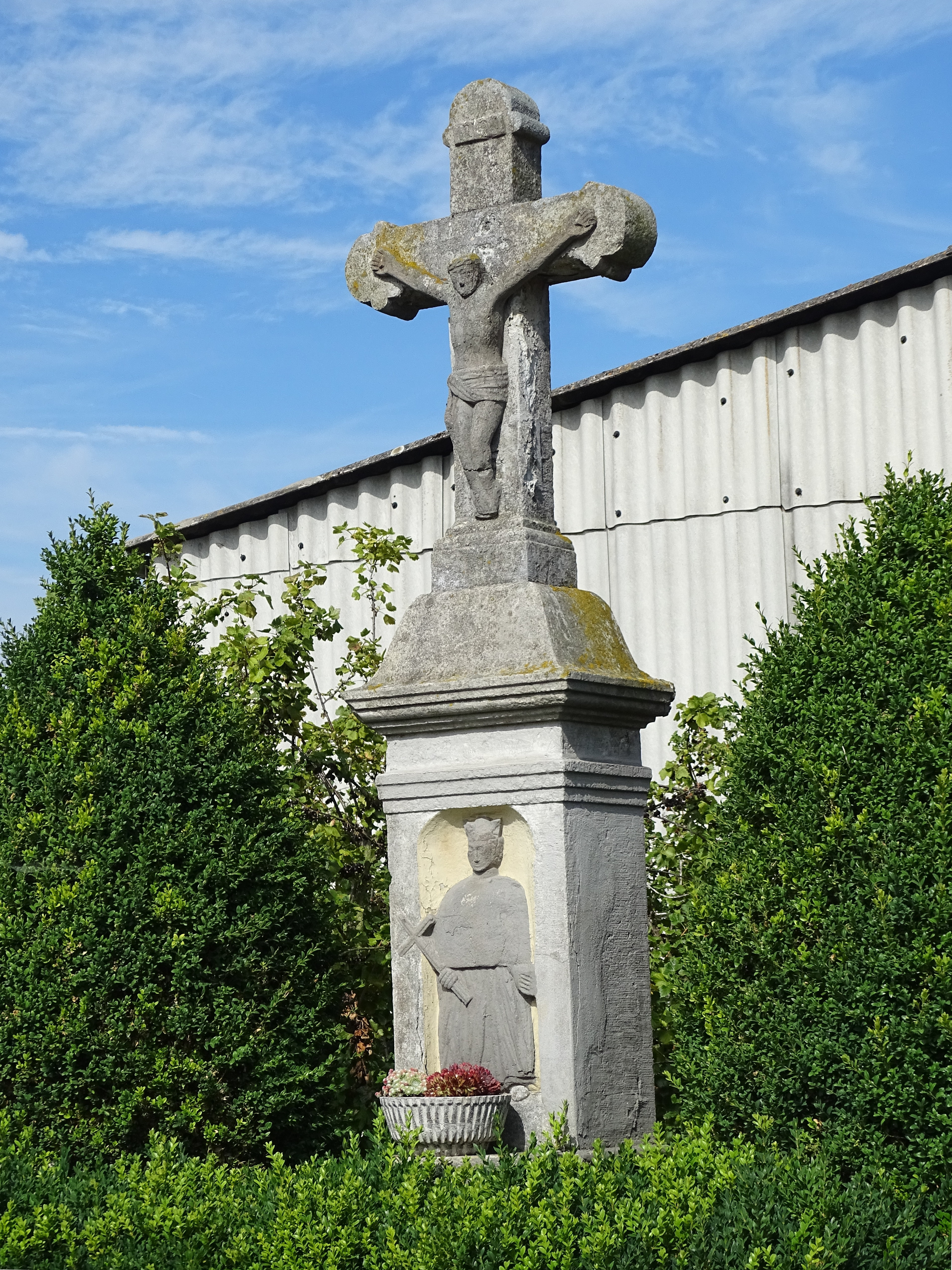
Wegekreuz am Am Viethenkreuz

In den Ortslagen von Altendorf und Ersdorf stehen sieben steinerne Kreuzwegstationen oder „Sieben Fußfälle“, errichtet zwischen 1722 und 1731, 1924 und 2007 teilweise in Terrakotta bzw. Bronze erneuert. Auf dem Kirchvorplatz und dem Friedhof finden sich zwölf bzw. zehn steinerne Grabkreuze, entstanden zwischen 1665 und 1769, die von dem früheren Friedhof an der Kirche erhalten sind.
In der Feldflur gibt es ein hölzernes Wallfahrtskreuz von 1981 („Langenfelder Kreuz“ an der Straße nach Gelsdorf, an der Stelle eines älteren Kreuzes) und zwei steinerne Votivkreuze: das „Steinerne Kreuz“ von 1746 (2000 nach Vandalismus renoviert) in der Verlängerung der Unterdorfstraße und das „Viethenkreuz“ aus dem Jahr 1814 an der Straße Am Viethenkreuz.